# Tritonia tetraquetra
Tritonia tetraquetra is een slakkensoort uit de familie van de Tritonia's (Tritoniidae). De wetenschappelijke naam van de soort werd in 1788, als Limax tetraquetra, voor het eerst geldig gepubliceerd door Peter Simon Pallas.